# 龙苍沟镇
龙苍沟乡，是中华人民共和国四川省雅安市荥经县下辖的一个乡镇级行政单位。

## 行政区划
龙苍沟乡下辖以下地区：
快乐村、经河村、万年村、发展村、杨湾村、鱼泉村和岗上村。